# ハイポコースト

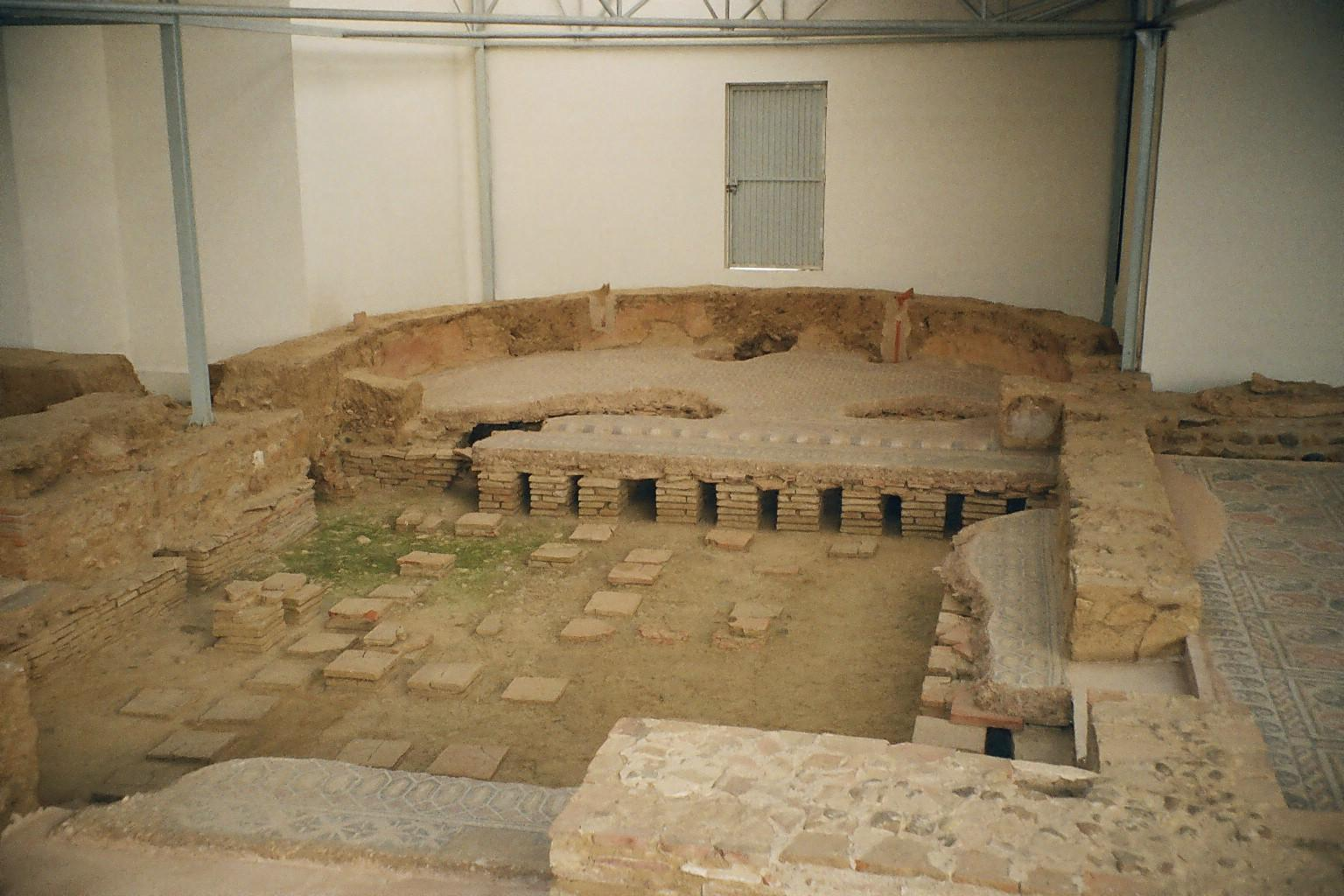
ローマ様式のヴィラの遺跡。床下のハイポコーストが見える。床面があるのはエクセドラ部分

ハイポコースト（hypocaust、ラテン語: hypocaustum）とは古代ローマのセントラルヒーティングシステムである。単語自体は古代ギリシア語のhypo（下）とkaiein（火を燃やすまたは火をつける）に由来し、「下から熱する」という意味を持つ。ゼルギウス・オラタ（Sergius Orata）が発明したとされているが、完全に確認されたわけではない。

## 仕組み

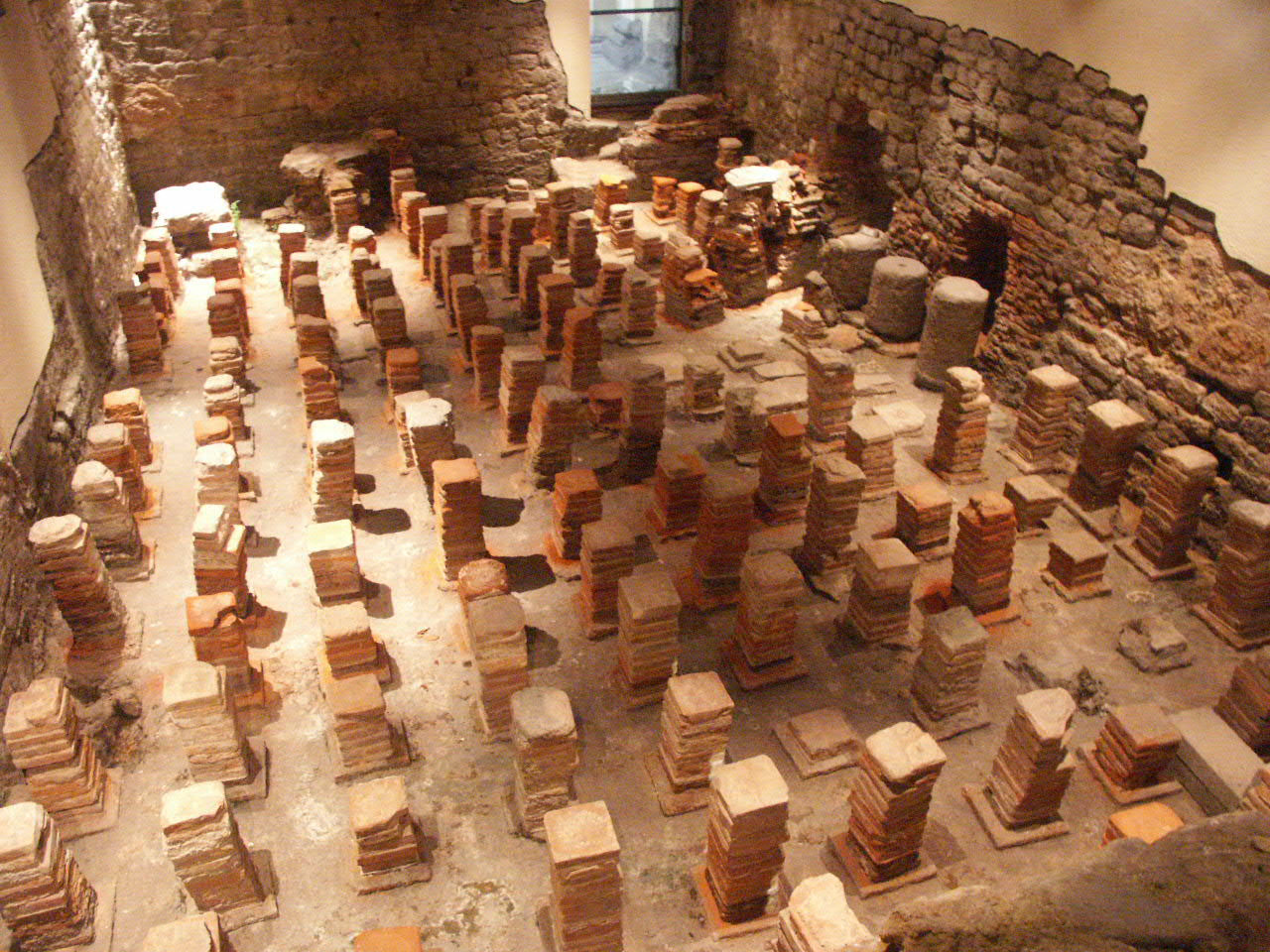
ローマ浴場のカルダリウム（イングランド バース）。床下の構造を見せるため、床面をはがしてある。ここに熱い空気を流す。

ハイポコーストは古代ローマの公衆浴場や個人の住宅で使われていた。床面をpilae stacksと呼ばれる柱で地面から持ち上げ壁の中にも空間を残しておき、炉（praefurnium）からの熱気と煙を床下や壁に送り込み屋根付近の送管で排気する。このようにして室内の空気を汚すことなく暖める。壁の中に中空の四角いタイルを使い、それを熱気の送管にすると同時に壁から部屋を暖めている。よく暖めたい部屋を炉に近い位置にし、火にくべる木を足すことで暖房効果を強くすることができる。ハイポコーストを運用するには火の面倒を見るための労働力が必須であり、召使を何人も抱えているヴィラや公衆浴場で使われていた。
ウィトルウィウスは紀元前25年ごろゼルギウス・オラタが考案した構造と運用方式を詳細に記述しており、公衆浴場の高温浴室（カルダリウム）や微温浴室（テピダリウム）の効率的な配置や燃料の補給方法などを示している。また、ドーム型天井にある青銅製換気装置による温度の調整についても詳述している。
ローマ建築のハイポコーストはヨーロッパ、西アジア、北アフリカの各地の遺跡に見られる。ハイポコーストはローマ市民の衛生と住環境の改善に寄与し、古代ローマの重要な発明の1つとされている。そして、現代のセントラルヒーティングの先駆けでもある。

## ローマ帝国以後
ローマ帝国が衰退するとハイポコーストも使われなくなり、特に帝国周辺部で使われなくなっていった。イギリスでは400年ごろから1900年ごろまでセントラルヒーティングは存在せず、熱い風呂も珍しかった。しかし地中海周辺では比較的長くハイポコーストが使われ、例えばウマイヤ朝の王が使っていた。しかし12世紀になるとイスラムの技術者や発明家がより進んだ床暖房システムを考案し、それに置き換えられた。
ハイポコーストから派生したgloriaは、現代的な暖房設備が登場するまでカスティーリャで使われていた。これは薪が燃え尽きた後、空気取り入れ口を閉じて熱い空気を閉じ込めるようになっていた。

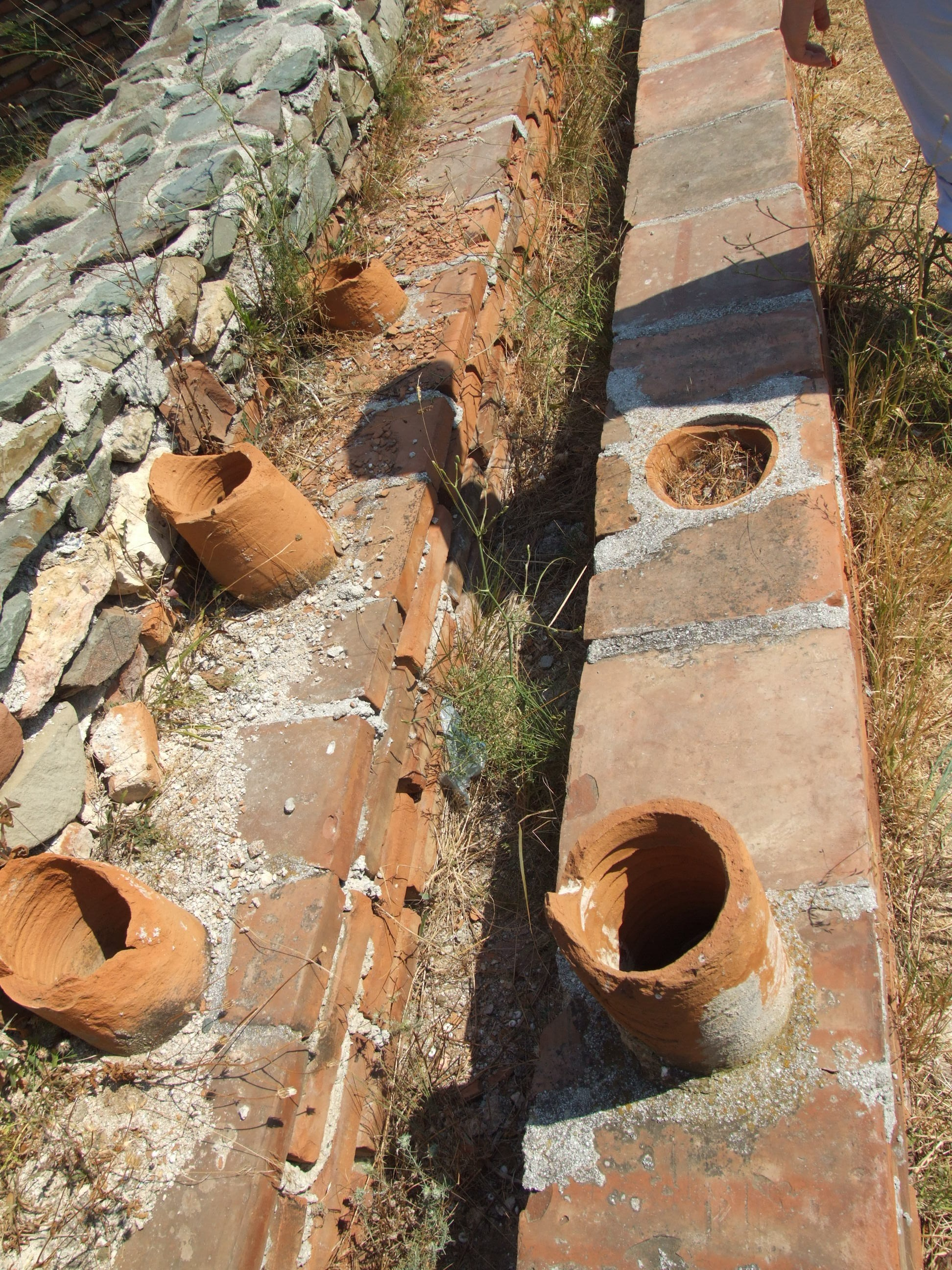
ローマ時代の壁。熱気送管がある。
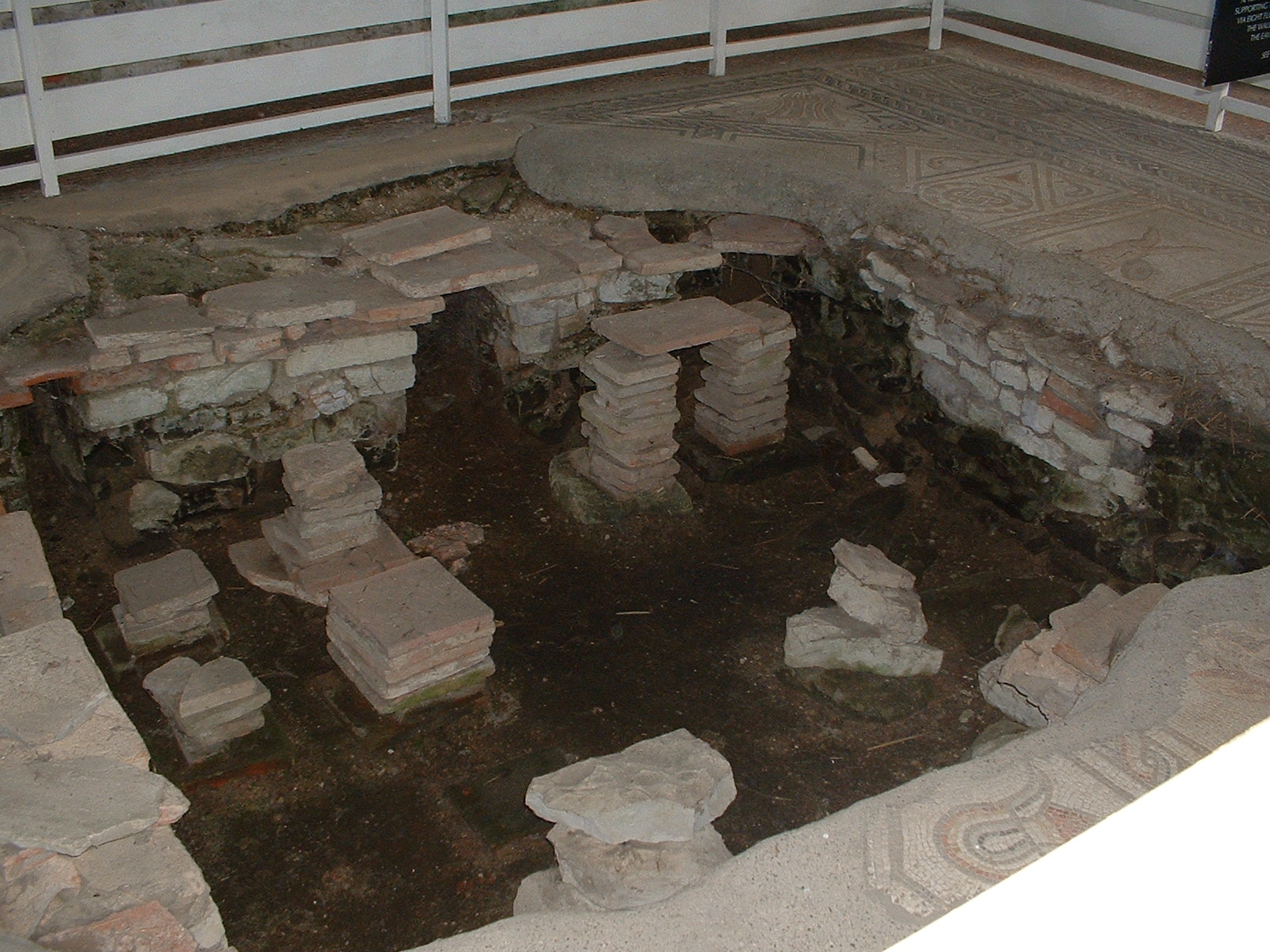
Bignor Roman Villa の床下のハイポコーストの一部
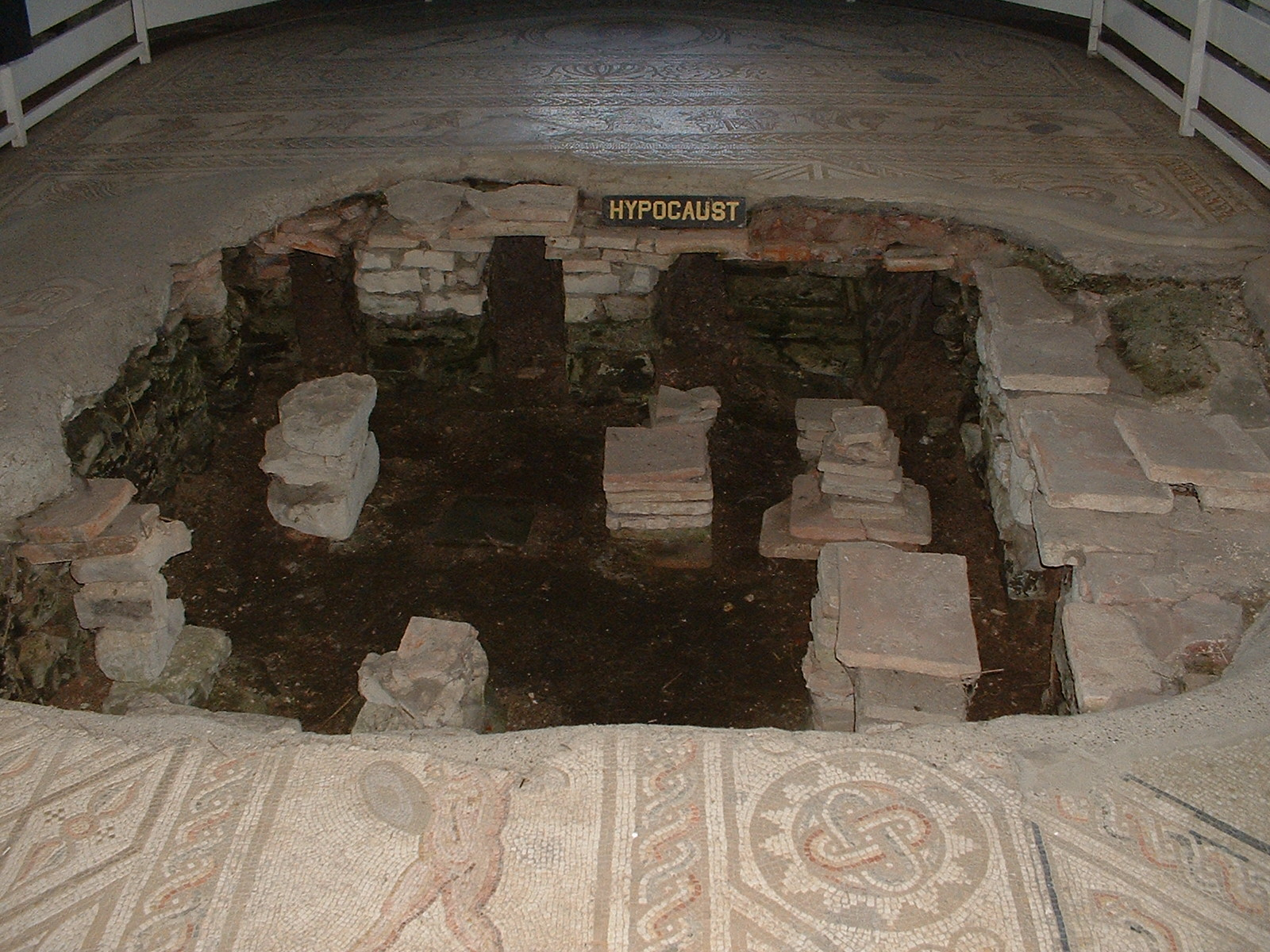
Bignor Roman Villa の床下のハイポコーストの一部
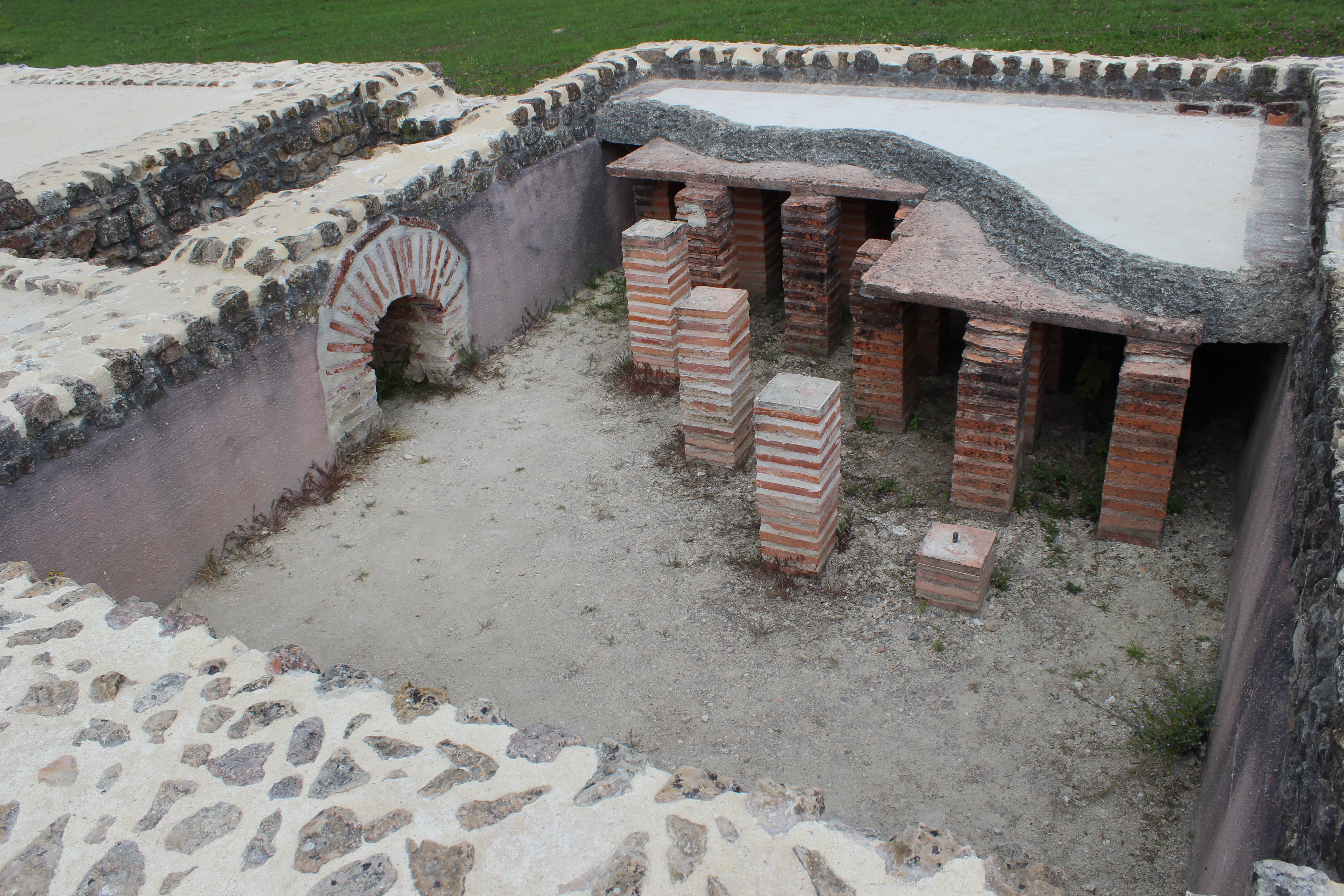

朝鮮半島では、ハイポコーストによく似たオンドルがある。台所の竃から出た熱気を床下に引き込み、居室を温める。